# Габонська операція
Габонская операція — стратегічна військова операція збройних сил Вільної Франції проти військ вішістської Франції в ході Другої світової війни.

## Мета операції
8 жовтня 1940 генерал де Голль прибув в Дуалу. 12 жовтня він склав план вторгнення в Габон. Де Голль хотів використовувати французьку Екваторіальну Африку як плацдарм для наступу на італійську Лівію. Тому він особисто вирушив до Чаду, що межує з Лівією.
27 жовтня війська Вільної Франції перетнули Габон і взяли місто Мітзіц. 5 листопада здався вішистський гарнізон в Ламбарене. Тим часом основні сили Вільної Франції під командуванням Жак-Філіпа Леклерка і Марі П'єра Кеніга відступили від Дуали.

## Хід бойових дій
8 листопада 1940 року британський шлюп «Мілфорд» потопив вішистську субмарину «Понселе». Війська Кеніга висадилися в Пуент-ля-Монд. У його війська входили французькі легіонери, сенегальські і камерунські війська.
9 листопада літак «Lysander», що базувався в Дуалі, почав бомбити аеродром Лібревіля. Наближаючись до міста, війська Кеніга зустріли запеклий опір. Але зрештою вони взяли аеродром. Військово-морські сили Вільної Франції потопили вішистське судно «Бугенвіль».
12 листопада вішістські війська, що залишились, капітулювали в порту Гент. Вішістський губернатор Габону Жорж Массон покінчив життя самогубством.

## Результати та наслідки
15 листопада генерал де Голль марно намагався переконати полонених вішістських солдатів приєднатися до Вільної Франції. В результаті їх відправили до Браззавіля і вони перебували там, як бранці.